# Trigonostoma nitidum
Trigonostoma nitida là một loài ốc biển, là động vật thân mềm chân bụng sống ở biển trong họ Cancellariidae.